# Bupalus unicolora
Bupalus unicolora är en fjärilsart som beskrevs av Embrik Strand 1901. Bupalus unicolora ingår i släktet Bupalus och familjen mätare. Inga underarter finns listade i Catalogue of Life.